# Hemihyalea splendens
Hemihyalea splendens là một loài bướm đêm thuộc phân họ Arctiinae, họ Erebidae.